# Broken Social Scene
I Broken Social Scene sono un gruppo musicale canadese, formatosi nel 1999 a Toronto, in Ontario.
Più precisamente, i Broken Social Scene sono un collettivo composto da diciannove musicisti, i quali fanno parte di molte altre band della scena indie rock della città di Toronto, in Canada. I membri principali sono Brendan Canning, Kevin Drew e Justin Peroff. Tuttavia lo stile musicale della band, dovuto all'appartenenza di alcuni dei suoi membri ad altri gruppi, è categorizzato come indie rock, anche se è molto notevole l'inserimento di elementi orchestrali e sperimentali, di strutture di canzoni assai insolite, e di una particolare e "caotica" produzione da parte di David Newfield.

## Storia
Durante i concerti promozionali per Feel Good Lost, Drew e Canning ebbero qualche difficoltà a guadagnare l'attenzione. Per questo motivo decisero di chiamare a suonare con loro alcuni amici della scena indipendente di Toronto, tra cui: Andrew Whiteman e Jason Collett con Emily Haines dei Metric e Leslie Feist, per rendere più interessante i loro pezzi con l'inserimento di più numerose parti cantate. Nel tempo il gruppo si è impreziosito ulteriormente con l'aiuto di James Shaw, Evan Cranley, Justin Peroff, John Crossingham e Amy Millan degli Stars.
Tutti questi musicisti hanno contribuito alla realizzazione, nel 2002, del secondo album del gruppo, You Forgot It in People, pubblicato dall'etichetta discografica Arts and Crafts. L'album, un insieme di canzoni indie rock sperimentali, ha guadagnato l'attenzione da parte della critica, che ha recensito spesso questo lavoro con giudizi molto positivi, e la consacrazione commerciale della band. You Forgot It in People ha vinto nel 2003 il premio Juno Award come Alternative Album of the Year.
Nell'album vi sono i contributi di Priddle, Jessica Moss, Brodie West, Susannah Brady e Ohad Benchetrit, anche se questi musicisti sono stati indicati come collaboratori e non come membri del gruppo. Nel tour che ne è seguito, il gruppo era formato da Kevin Drew, Canning, Peroff, Whiteman e Jason Collett, oltre che da vari altri componenti che avevano dato la propria disponibilità ai loro concerti. Anche Amy Millan e Gentleman Reg hanno partecipato a qualche loro spettacolo dal vivo.
Nel 2003 è stata pubblicata una compilation di B-side e remix, intitolata Bee Hives. I Broken Social Scene hanno pubblicato il loro omonimo terzo album, il 4 ottobre 2005, con molte collaborazioni tra cui k-os, Jason Tait e Murray Lightburn. Un EP in edizione limitata intitolato To Be You And Me è stato stampato assieme all'album. Per la prima volta, David Newfeld, che ha prodotto il secondo album dei Broken Social Scene, viene riconosciuto come membro della band.
Il gruppo ha fatto un'apparizione al Late Night with Conan O'Brien il 31 gennaio 2006, eseguendo dal vivo 7/4 (Shoreline). Nel 2006, ai Juno Awards, hanno eseguito Ibi Dreams of Pavement durante la serata e il loro omonimo album ha vinto un premio nella categoria Alternative Album of the Year. Nel luglio del 2006, la band ha annunciato una pausa temporanea, in seguito alla conclusione del loro tour negli USA a novembre, mentre i membri della band stavano lavorando ad altri progetti musicali.
Molte canzoni dei Broken Social Scene sono state inserite come colonne sonore in molti film: Lover's Spit da You Forgot It in People, del 2002, ha preso parte dei film Il sesso secondo lei (2005), di Clément Virgo, Appuntamento a Wicker Park (2004), di Paul McGuigan, The Love Crimes of Gillian Guess (2004), di Bruce McDonald, e nella serie Queer as Folk (2003). La versione del 2004 di Lover's Spit presente in Bee Hives è stata inserita in un episodio delle serie dell'emittente americana FX, tra cui Nip/Tuck.
La serie televisiva The L Word aveva utilizzato come colonna sonora sia Pacific Theme che Looks Just Like the Sun, entrambi tratti dall'album You Forgot It in People, nella prima stagione. Un altro singolo, estratto da You Forgot It in People, è stato utilizzato nella colonna sonroa del film Invisible. Alcune canzoni riprese dai svariati album della band, sono state inserite come colonne sonore nel film Half Nelson. Hanno composto e registrato una colonna sonora per il film canadese Snow Cake. Nel 2010 hanno contribuito alla colonna sonora di Scott Pilgrim Vs The World, con la canzone Anthems for a Seventeen Year Old Girl.
Negli ultimi mesi del 2006, diversi membri del gruppo sono apparsi come ospiti speciali in The Stars and Suns Sessions, il secondo album del gruppo indie rock messicano Chikita Violenta. L'album è stato prodotto da Dave Newfeld.

## Membri

### Formazione attuale
I membri della band sono elencati nell'ordine in cui appaiono sul booklet del disco omonimo, uscito nel 2005:
- Brendan Canning
- Kevin Drew
- Justin Peroff
- Charles Spearin
- Andrew Whiteman
- Jason Collett
- David Newfeld
- Leslie Feist
- Emily Haines
- James Shaw
- Evan Cranley
- Amy Millan
- Ohad Benchetrit
- Martin Davis Kinack
- Jo-ann Goldsmith
- Torquil Campbell
- John Crossingham
- Lisa Lobsinger
- Julie Penner

### Ex componenti
- Bill Priddle

### Storia delle formazioni live
Dal 2002 al 2004 le cantanti femminili Emily Haines, Leslie Feist e Amy Millan si sono alternate a seconda degli impegni con le loro band fino a quando, nel 2005, si è trovata una cantante in grado di seguire la band a tempo pieno con Lisa Lobsinger. Ogni tanto (solitamente negli show a Toronto, loro città natale) le cantanti ritornano a cantare con la band per eseguire i brani cui sono particolarmente legate, apparendo durante lo show senza essere annunciate prima.
- 2001: Kevin Drew, Brendan Canning, Brodie West
- 2002: Kevin Drew, Brendan Canning, Justin Peroff, Andrew Whiteman, Charles Spearin, Jason Collett, Emily Haines, Leslie Feist, Evan Cranley
- 2003: Kevin Drew, Brendan Canning, Justin Peroff, Andrew Whiteman, Charles Spearin, Jason Collett, Leslie Feist, Evan Cranley
- 2004: Kevin Drew, Brendan Canning, Justin Peroff, Andrew Whiteman, Charles Spearin, Jason Collett, Amy Millan, James Shaw, Evan Cranley
- 2005: Kevin Drew, Brendan Canning, Justin Peroff, Andrew Whiteman, Charles Spearin, Lisa Lobsinger, John Crossingham, Julie Penner, Ohad Benchetrit, Leslie Feist
- 2007: Kevin Drew, Brendan Canning, Justin Peroff, Andrew Kenny, Bill Priddle (sostituito da Jimmy Shaw, in precedenza da Mitch Bowden), Sam Goldberg

## Premi e riconoscimenti
2003
- You Forgot It in People - Vincitore del premio: Alternative Album of the Year Juno Award.

2004
- Stars and Sons - Christopher Mills, Broken Social Scene - Nomination come: Video of the Year Juno Award.

## Band correlate
Molti dei componenti dei Broken Social Scene sono anche membri di altri gruppi musicali:
- KC Accidental - Kevin Drew and Charles Spearin
- Apostle of Hustle - Andrew Whiteman
- The Dears - Murray Lightburn
- Do Make Say Think - Charles Spearin and Ohad Benchetrit
- Junior Blue - Justin Peroff and Kevin Drew
- Metric - James Shaw and Emily Haines
- Raising the Fawn - John Crossingham
- Stars - Evan Cranley, Amy Millan, and Torquil Campbell
- Treble Charger - Bill Priddle
- Valley of the Giants - Brendan Canning and Charles Spearin
- The Weakerthans - Jason Tait
- Reverie Sound Revue - Lisa Lobsinger
- K-OS - Kheaven Brereton

## Discografia

### Album in studio
- 2001 - Feel Good Lost
- 2002 - You Forgot It in People
- 2005 - Broken Social Scene
- 2010 - Forgiveness Rock Record
- 2017 - Hug of Thunder
- 2022 - Old Dead Young: B-sides & Rarities

### Altri album
- 2004 - Bee Hives (raccolta di B-sides)
- 2007 - Spirit If... (Kevin Drew solista)
- 2008 - Something for All of Us... (Brendan Canning solista)
- 2010 - Lo-Fi from the Dividing Nights (EP pubblicato in formato digitale con Forgiveness Rock Record)

### Singoli
- 2003 - Stars and Sons / KC Accidental
- 2005 - Ibi Dreams of Pavement (A Better Day)
- 2005 - 7/4 (Shoreline)
- 2006 - Fire Eye'd Boy
- 2010 - Forced to Love / All to All
- 2011 - World Sick
- 2011 - Texico Bitches

### Colonne sonore
- 2004 - The Love Crimes of Gillian Guess
- 2006 - Half Nelson
- 2006 - Snow Cake
- 2007 - The Tracey Fragments
- 2010 - 5 giorni fuori (It's Kind of a Funny Story)